# Papiro 35
O Papiro 35 ({\displaystyle {\mathfrak {P}}}35) é um antigo papiro do Novo Testamento que contém wikt:fragmentos do capítulo vinte e cinco do Evangelho de Mateus (25:12-15.20-23).